# Bison (Kansas)
Bison è un comune degli Stati Uniti d'America, situato nello Stato del Kansas, nella contea di Rush.